# نورمان ديويس
نورمان ديويس (بالإنجليزية: Norman Dewis)‏ حامل رتبة الإمبراطورية البريطانية  (من مواليد 3 أغسطس 1920) كان كبير سائقي الاختبارات ومهندس التطوير لسيارات جاكوار من عام 1952 حتى عام 1985.

## روابط خارجية
- موقع نورمان ديويس الرسمي
- Facebook: Norman Dewis